# Castrobol
Castrobol es un municipio de España, en la provincia de Valladolid, comunidad autónoma de Castilla y León. Tiene una superficie de 16,91 km².

## Geografía humana

### Demografía
Cuenta con una población de 45 habitantes (INE 2024).

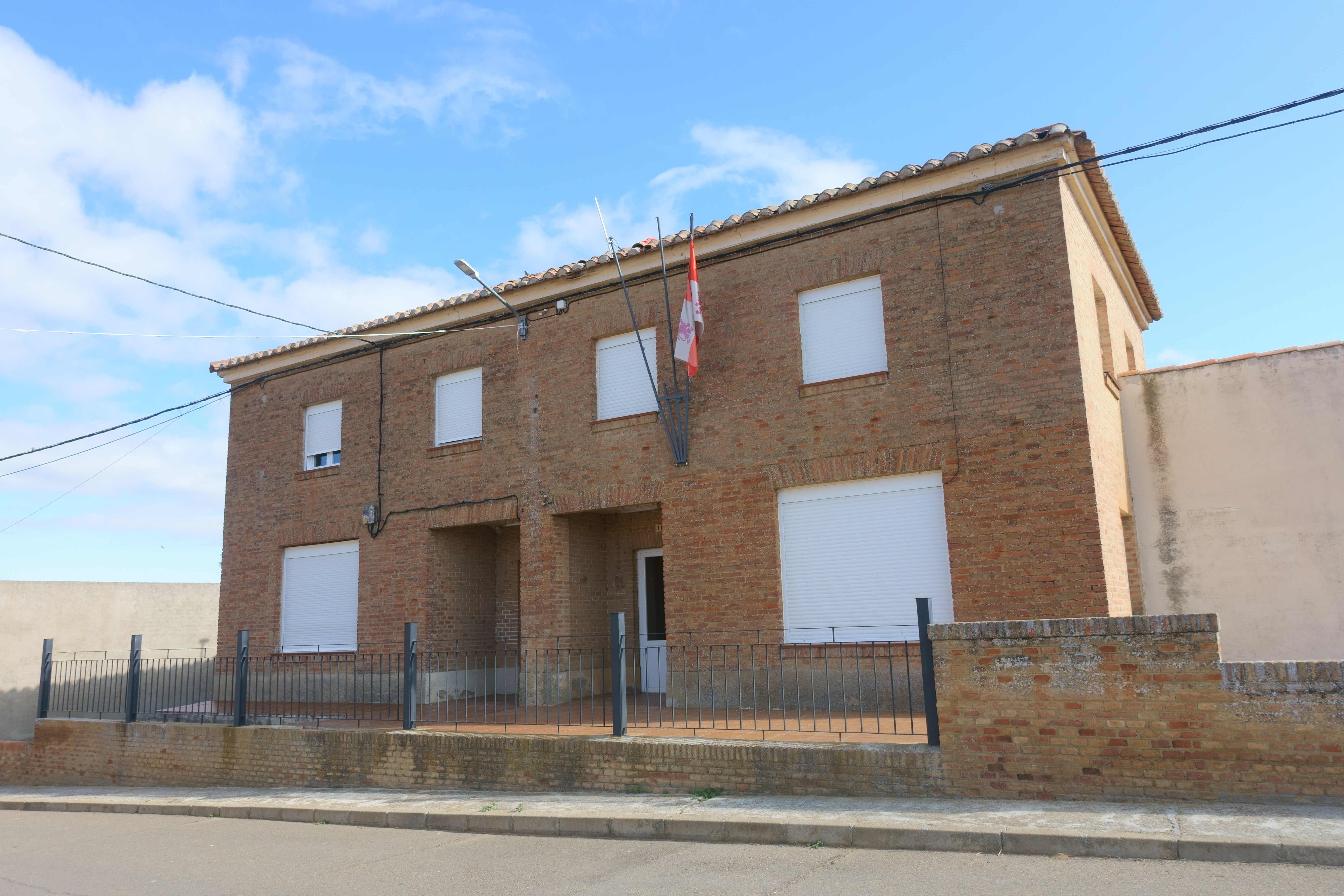
Casa consistorial

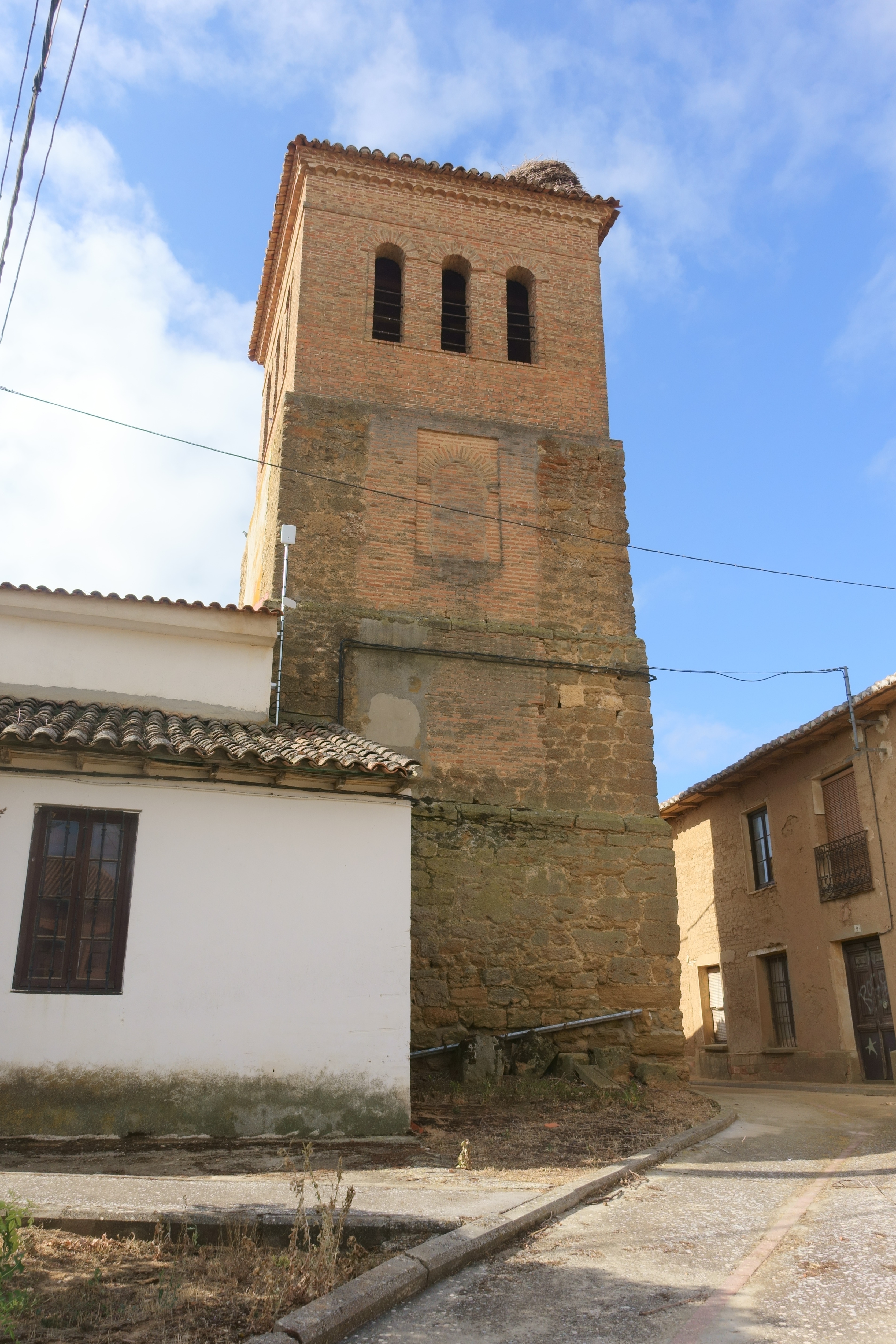
Iglesia del Salvador, torre

| Gráfica de evolución demográfica de Castrobol entre 1842 y 2021                                                       |
| |
| Población de derecho según los censos de población del INE. Población de hecho según los censos de población del INE. |

| 101                        | 90 | 82 | 100 | 69 | 56 |
| (Fuente: [cita requerida]) |    |    |     |    |    |